# Kardinals-Putzergarnele
Die Kardinals-Putzergarnele (Lysmata debelius), auch Kardinalsgarnele oder Feuergarnele genannt, eine auffallend gefärbte Garnelenart aus der Gattung (Lysmata) innerhalb der Familie der Putzer- und Marmorgarnelen (Hippolytidae). Sie wird bis zu 5 cm groß und fällt besonders durch ihre rote Färbung auf.
Die Tiere kommen hauptsächlich im Indopazifik, vor den Malediven und im Zentralpazifik vor. Wie alle Arten der Gattung Lysmata putzt sie Fische, jedoch nicht so ausgiebig wie die Weißband-Putzergarnelen.

## Aussehen
Die bis zu 5 cm großen Tiere haben eine rote bis dunkelrote Färbung, sowie sechs Fühler und sechs Beine, welche circa zu zwei Dritteln weiß gefärbt sind. Außerdem befinden sich am vorderen Teil des Körpers vier Greifwerkzeuge. Pazifische Kardinalsgarnelen haben mehrere weiße Flecken auf dem Carapax, Tiere aus dem Indischen Ozean auch auf dem Abdomen. Die Population der Line Islands hat rote Beine.

## Aquarienhaltung
Kardinals-Putzergarnelen sind sehr beliebte Pfleglinge für Meerwasseraquarien, vor allem wegen ihrer knalligen Farben. Sie leben jedoch versteckter als ihre Verwandten wie die Weißband-Putzergarnelen. Sie sollten in Aquarien ab einer Größe von mindestens 50 Litern gehalten, und wie alle Garnelen sehr langsam an die Dichte des Wassers angepasst werden. Als Futter akzeptieren die Tiere Artemia, Frostfutter, Flockenfutter und Mysis, aber auch Muschelfleisch und andere Meeresfrüchte.